# BBC World Service

BBC World Service logotyp.

BBC World Service är världens största internationella programföretag. De sänder radionyheter, tal och diskussioner på mer än 40 språk  till många delar av världen på analoga och digitala kortvågsplattformar, internetströmning, podcasting, satellit-, DAB-, FM- och MW-reläer. I november 2016 tillkännagav BBC att de återigen skulle börja sända på ytterligare språk, inklusive amhariska och Igbo, i sin största utvidgning sedan 1940-talet. Under 2015 nådde World Service i genomsnitt 210 miljoner människor i veckan via TV, radio och internet. Den engelskspråkiga tjänsten sänds dygnet runt.
World Services finansieras av Storbritanniens TV-licens, begränsad reklam och vinst från BBC Studios. De fick också stöd från Storbritanniens regering i form av 289 miljoner pund under perioden 2016-2020.  Under flera decennier finansierades World Services genom bidrag från brittiska Foreign and Commonwealth Office, detta bidrag upphörde 1 april 2014.
BBC World Service har åtta regioner med engelska sändningar där programmen varierar och anpassas efter lokala förhållanden. Utöver dessa utsändningar finns två separata strömmar som endast sänds på internet med nyhetsorienterade program kallade News Internet.

## Historia
BBC World Services började sändas 1932 under namnet BBC Empire Service. De sände på kortvåg och riktade sig framförallt mot engelskspråkiga personer i det Brittiska imperiet. I sin första julhälsning (1932) beskrev  kung George V att kanalen var ämnad för "män och kvinnor, så avskurna av snön, öknen eller havet att endast röster från luften kan nå dem". Förväntningarna på Empire Services var låga till en början. I premiärprogrammet sa generaldirektören, Sir John Reith, följande:
Förvänta er inte för mycket den första tiden. Vi kommer under en tid att sända relativt simpla program för att ha den bästa chansen för begriplig mottagning och för att ta reda på vilket material som är bäst lämpat för servicen i varje region. Programmen kommer varken vara väldigt intressanta eller speciellt bra.
 Detta uttalande lästes upp fem gånger när BBC direktsände det till olika delar av världen.
3 januari 1938 lanserades sändningar på arabiska, vilket var de första sändningarna för kanalen på andra språk än engelska. 29 mars 1938 började man sända på tyska och vid slutet av 1942 hade BBC börjat sända på samtliga av de större europeiska språken. Som en effekt av detta bytte Empire Services namn till BBC Overseas Service i november 1939, vilket även gav upphov till den dedikerade kanalen BBC European Service från och med 1941. Dessa delar av BBC, som administrativt kallades External Services of the BBC, kom inte från radiolicensen, utan från ett specialanslag från det brittiska utrikesdepartementet.
External Services sändningar användes under andra världskriget för att sända propaganda. Dess franska sändningar, Radio Londres, sände även kodade meddelanden till den franska motståndsrörelsen. George Orwell läste upp många av nyhetsmeddelandena för Eastern Services under kriget.
Mot slutet av 1940-talet hade antalet sändningsspråk ökat markant, samtidigt hade även mottagningen förbättrats genom etablerandet av en relästation i dagens Malaysia och en på Cypern 1957. 1 maj 1965 bytte stationen till dess nuvarande namn, BBC World Service. Kanalen utökade sin räckvidd genom en basstation på Ascension 1966, vilket gav de afrikanska länderna stakare signal och bättre mottagning. Denna kompletterades senare även med en basstation på ön Masirah i Oman.
I augusti 1985 uteblev sändningarna från BBC World Service för första gången sedan starten. Arbetarna hade gått ut i strejk på grund av att den brittiska regeringen hade beslutat att förbjuda en dokumentär som innehöll en intervju med Martin McGuinness från Sinn Féin.
På senare år har besparingskrav gjort att BBC har dragit ner på utbudet. Man har dragit ner på sändningsstationer i regioner där en stor andel av befolkningen har tillgång till internet och där behovet av markbunden radio inte är lika stor. Sändningar på tyska upphörde 1999 då det upptäckts att de flesta tyskspråkiga som lyssnade på World Services tog del av innehållet på engelska. Sändningar på finska, franska, hebreiska, italienska, malajiska och nederländska har sedan upphört av liknande orsaker.
25 oktober 2005 meddelade BBC att sändningar på bulgariska, kroatiska, tjeckiska, grekiska, ungerska, kazakiska, polska, slovenska, slovakiska och thailändska skulle upphöra i mars 2006 för att finansiera tv-sändningar på arabiska och persiska. Rumänska sändningar upphörde 1 augusti.
I januari 2011 meddelades nedläggningen av sändningarna på albanska, makedonska, portugisiska för Afrika, serbiska och engelska för Karibien.  Detta på grund av den finansiella situationen som uppstod när utrikesministeriet inte längre  skulle ansvara för finansieringen av World Service, utan att den i stället skulle finansieras av de vanliga licensintekterna. Radiosändningar på ryska, ukrainska, mandarin, turkiska, vienamesiska, azeri och spanska för Kuba avslutades och kortvågssändningar på hindi, indonesiska, kyrgyziska, nepalesiska, swahili, kinyrwanda och kirundi upphörde. Brittiska regeringen meddelade att de tre balkanländerna hade god tillgång till internationella informationskällor och därför ansågs nyhetssändningar på de lokala språken som överflödiga och lades ner. Som en del av denna budgetnedskärning på 16% kapades 650 arbetstillfällen.

## Verksamhet

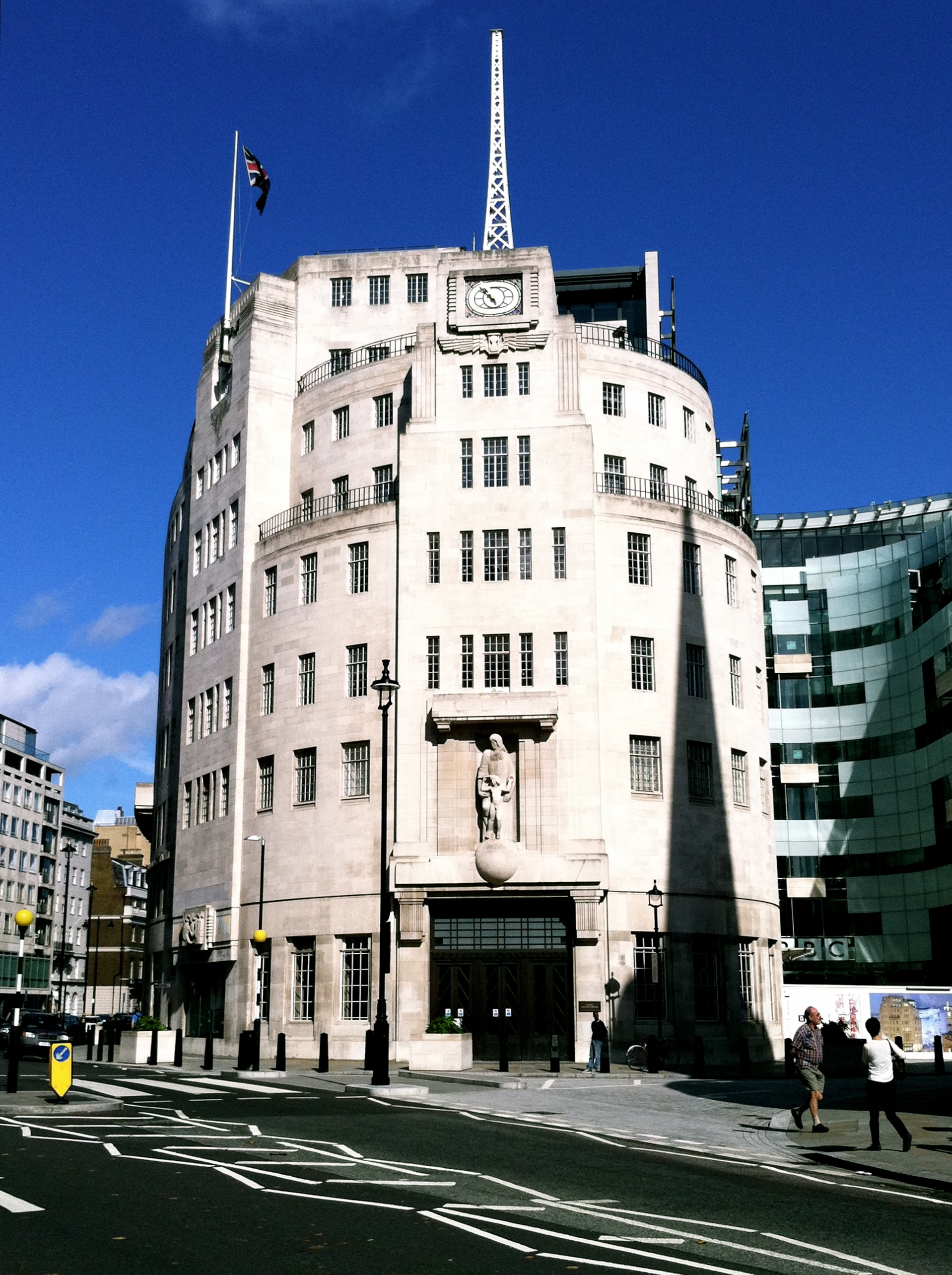
BBC World Service verkar från Broadcasting House, London.

BBC World Service sänder från Broadcasting House i London, vilket även är BBC:s huvudkontor. World Service ligger i de nyare delarna av byggnaden där det finns radio- och tv-studior vilka används av de olika språkversionerna. Det finns även ett sambandsrum där de olika nyhetsredaktionerna för de olika språkversionerna samarbetar i framtagandet av nyhetsmaterial, tillsammans med BBC World News, inrikes radio och tv-sändningar, BBC News Channel och BBC Online.

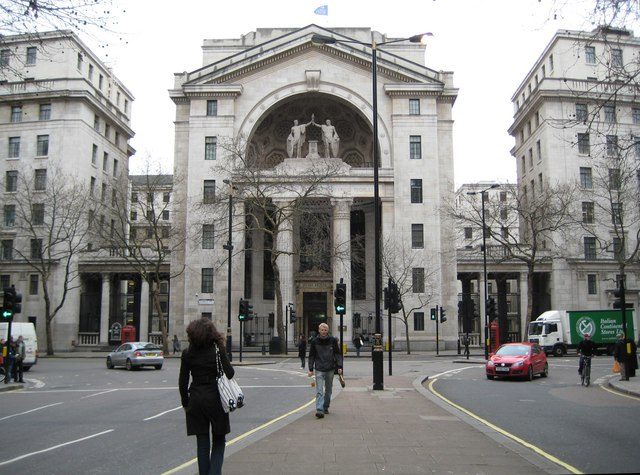
Bush House i London var World Service hem mellan 1941 och 2012.

När sändningarna startade hade World Service sina lokaler, tillsammans med de flesta radioutsändningarna i Storbritannien, i Broadcasting house. Efter att en fallskärmsmina landat i närheten 8 december 1940 omlokaliserade de sig dock för att komma bort från huset som sågs som ett möjligt mål för Luftwaffe under kriget. De utomeurropesika sändningarna, Overseas, flyttade då till  Oxford Street, medan de europeiska utsändningarna tillfälligt flyttade till Maida Vale Studios. Mot slutet av 1940 flyttade de europeiska sändningarna till permanenta lokaler i Bush House, dit även de utomeuropeiska sändningarna flyttade 1958. Bush House blev då BBC World Service hem och har fått ett rykte över hela världen som hem för kanalen. World Service flyttade dock tillbaka till Broadcasting House under 2012 i samband med att hyresavtalet då gick ut, samt att plats hade gjorts för World Service tillsammans med övriga BBC. De första som fick flytta var den burmesiska redaktionen den 11 mars 2012, den sista sändningen från Bush House var en nyhetsbulletin 2 juli 2012, klockan 11 lokal tid.
BBC World Service omfattar dygnet-runtsändningar på engelska över hela världen samt redaktioner för 27 andra språk med sändningar i olika utsräckningar. Dessa redaktioner publicerar även nyheter på BBC:s hemsida, RSS-flöden och nyhetsbrev med nyheter från det lokala språkområdet. Utöver den engelska redaktionen sänder 18 av de andra språkredaktionerna radio på kortvågs-, AM- och FM-näten. Dessa utsändningar kan även höras direkt eller i efterhand över internet, samt i vissa fall som poddar. Nyheter kan även nås via BBC:s nyhetsapp. På senare år har World Service även börjat med videoinnehåll. 16 av redaktionerna har videoreportage på hemsidan, de arabiska och presiska redaktionerna har även egna tv-sändningar. Tv används även för att sända ut radiosändningar, bland annat finns de engelska sändningarna tillgängliga i satellit- och kabeltvnät över hela världen. De engelska sändningarna är även tillgängliga som digitalradio i Europa.
Traditionellt har World Service förlitat sig på kortvågssändningar för att överbrygga barriärer i form av censur och trängsel på radiofrekvenser. Sedan 1940-talet har BBC haft ett världsomspännande nätverk av kortvågsslavsändare, framförallt i före detta brittiska kolonier. De världsomspännande sändningarna har vid speciella händelser använts för att få ut meddelanden till brittiska medborgare utomlands, exempelvis för att evakuera människor från Jordanien under svarta september 1970. Sändarna privatiserades som Merlin Communications år 1997, vilket senare blev en del av VT Communicaions (nu en del av Babcock International Group) som en del av deras nätverk. Det är även vanligt att BBC-sändningar sker på Voice of America- eller ORF-sändare när dessa sänder från Storbritannien. Sedan 1980-talet är det dock möjligt för lokala stationer att sända BBC-program via satellitöverföring.
World Service vision är att vara världens mest välkända och respekterade röst i internationella radiokanal och därigenom gagna Storbritannien, BBC och deras publik runt om i världen. Liksom resten av BBC är World Service ett statligt bolag under den brittiska regeringen. Under budgetåret 2011-2012 mottog de 255,2 miljoner pund i stöd. Utöver radiosändningar lägger de även pengar på BBC Learning English-programmet som ger ut gratis läromedel för att lära ut engelska. I

## Inblandning i den kirgizisksa revolutionen 2010
2011 sade en nyhetsläsare och producent, Arslan Koichiev, på den kirgiziska redaktionen upp sig sedan det avslöjats att han varit inblandad i revolutionen i Kirgizistan i april 2010. Han var stationerad i London, men hade ett flertal gånger åkt till Kirgizistan och använt BBC:s pengar för att agitera mot sittande presidenten Kurmanbek Bakiyev. Han medverkade även på kirgizisk radio under pseudonym med förvrängd röst. En av revolutionens ledare, Aliyasbek Alymkulov, har kallat producenten sin förebild och att de tillsammans diskuterat förberedelser för revolutionen. Enligt den fristående nyhetsbyrån Fergana News har Alymkulov sagt att Koichiev arrangerat hemliga möten genom BBC och organiserade marchen mot presidentpalatset 7 april 2010.

## Språk
Denna tabell visar de olika språkversionerna som sänds av BBC World Services, när de började och slutade sända om dessa finns eller är kända.
| Språk                           | Startdatum                                              | Stängningsdatum                   | Hemsida/noter                                    | radio | TV | online | i drift | stängd |
| ------------------------------- | ------------------------------------------------------- | --------------------------------- | ------------------------------------------------ | ----- | -- | ------ | ------- | ------ |
| Oromo                           | 18 september 2017                                       |                                   | BBC Afaan Oromoo                                 |       |    | X      | X       |        |
| Afrikaans                       | 14 maj 1939                                             | 8 september 1957                  |                                                  | X     |    |        |         | X      |
| Albanska                        | 12 november 1940 20 februari 1993                       | 20 januari 1967 28 februari 2011  | BBC Albanian Archive                             | X     |    |        |         | X      |
| Amhariska                       | 18 september 2017                                       |                                   | BBC Amharic                                      |       |    | X      | X       |        |
| Arabiska                        | 3 januari 1938                                          |                                   | BBC Arabic                                       | X     | X  | X      | X       |        |
| Azerbajdzjanska                 | 30 november 1994                                        |                                   | BBC Azeri                                        | X     |    | X      | X       |        |
| Belgisk franska och Flamländska | 28 september 1940                                       | 30 mars 1952                      |                                                  | X     |    |        |         | X      |
| Bengali                         | 11 oktober 1941                                         |                                   | BBC Bangla                                       | X     |    | X      | X       |        |
| Bulgariska                      | 7 februari 1940                                         | 23 december 2005                  | BBC Bulgarian Archive                            | X     |    | X      |         | X      |
| Burmesiska                      | 2 september 1940                                        |                                   | BBC Burmese                                      | X     |    | X      | X       |        |
| Kroatiska                       | 29 september 1991                                       | 31 january 2006                   | BBC Croatian Archive                             | X     |    | X      |         | X      |
| Kantonesiska                    | 5 maj 1941                                              |                                   | BBC Chinese                                      |       |    | X      | X       |        |
| Hokkien                         | 1 oktober 1942                                          | 7 february 1948                   |                                                  |       |    |        |         |        |
| Standardkinesiska               | 19 maj 1941                                             | 25 mars 2011                      | BBC Chinese                                      |       |    |        |         |        |
| Tjeckiska                       | 31 december 1939                                        | 28 februari 2006                  | BBC Czech Archive                                | X     |    | X      |         | X      |
| Danska                          | 9 april 1940                                            | 10 augusti 1957                   |                                                  | X     |    |        |         | X      |
| Nederländska                    | 11 april 1940                                           | 10 augusti 1957                   |                                                  | X     |    |        |         | X      |
| Nederländska för Indonesien     | 28 augusti 1944 25 maj 1946                             | 2 april 1945 13 maj 1951          |                                                  | X     |    |        |         | X      |
| Engelska                        | 25 december 1936                                        |                                   | BBC World Service                                | X     | X  | X      | X       |        |
| Engelska för Karibien           | 25 december 1976                                        | 25 mars 2011                      | BBC Caribbean Archive                            | X     |    | X      |         | X      |
| Finska                          | 18 mars 1940                                            | 31 december 1997                  |                                                  | X     |    |        |         | X      |
| Franska för Afrika              | 20 june 1960                                            |                                   | BBC French                                       | X     |    | X      | X       |        |
| Franska för Kanada              | 2 november 1942                                         | 8 maj 1980                        |                                                  | X     |    |        |         | X      |
| Franska för Europa              | 27 september 1938                                       | 31 mars 1995                      |                                                  | X     |    |        |         | X      |
| Franska för Sydostasien         | 28 augusti 1944                                         | 3 april 1955                      |                                                  | X     |    |        |         | X      |
| Tyska                           | 27 september 1938                                       | 26 mars 1999                      |                                                  | X     |    |        |         | X      |
| Tyska för Österrike             | 29 mars 1943                                            | 15 september 1957                 |                                                  | X     |    |        |         | X      |
| Grekiska                        | 30 september 1939                                       | 31 december 2005                  | BBC Greek Archive                                | X     |    | X      |         | X      |
| Grekiska för Cypern             | 16 september 1940                                       | 3 juni 1951                       |                                                  | X     |    |        |         | X      |
| Gujarati                        | 1 mars 1942 2 oktober 2017                              | 3 september 1944                  | BBC Gujarati                                     |       |    | X      | X       |        |
| Hausa                           | 13 mars 1957                                            |                                   | BBC Hausa                                        | X     |    | X      | X       |        |
| Hebreiska                       | 30 oktober 1949                                         | 28 oktober 1968                   |                                                  | X     |    |        |         | X      |
| Hindi                           | 11 maj 1940                                             |                                   | BBC Hindi                                        | X     |    | X      | X       |        |
| Ungerska                        | 5 september 1939                                        | 31 december 2005                  | BBC Hungarian Archive                            | X     |    | X      |         | X      |
| Isländska                       | 1 december 1940                                         | 26 juni 1944                      |                                                  | X     |    |        |         | X      |
| Igbo                            | 19 februari 2018                                        |                                   | BBC Igbo                                         |       |    |        |         |        |
| Italienska                      | 27 september 1938                                       | 31 december 1981                  |                                                  | X     |    |        |         | X      |
| Indonesiska                     | 30 oktober 1949                                         |                                   | BBC Indonesian                                   | X     |    | X      | X       |        |
| Japanska                        | 4 juli 1943                                             | 31 mars 1991                      |                                                  | X     |    |        |         | X      |
| Kazakiska                       | 1 april 1995                                            | 16 december 2005                  | BBC Kazakh Archive                               | X     |    | X      |         | X      |
| Kinyarwanda                     | 8 september 1994                                        |                                   | BBC Kinyarwanda                                  | X     |    | X      | X       |        |
| Koreanska                       | 26 september 2017                                       |                                   | BBC Korean                                       | X     |    | X      | X       |        |
| Kirgiziska                      | 1 april 1995                                            |                                   | BBC Kyrgyz                                       | X     |    | X      | X       |        |
| Luxemburgiska                   | 29 maj 1943                                             | 30 maj 1952                       |                                                  | X     |    |        |         | X      |
| Makedonska                      | 6 januari 1996                                          | 4 mars 2011                       | BBC Macedonian Archive                           | X     |    |        |         | X      |
| Malajiska                       | 2 mars 1941                                             | 31 mars 1991                      |                                                  | X     |    |        |         | X      |
| Maltesiska                      | 10 augusti 1940                                         | 31 december 1981                  |                                                  | X     |    |        |         | X      |
| Marathi                         | 1 mars 1942 31 december 1944 2 oktober 2017             | 3 september 1944 25 december 1958 | BBC Marathi                                      |       |    | X      | X       |        |
| Nepali                          | 7 juni 1969                                             |                                   | BBC Nepali                                       | X     |    | X      | X       |        |
| Nigeriansk pidgin               | 21 augusti 2017                                         |                                   | BBC Pidgin                                       | X     |    |        | X       |        |
| Norska                          | 9 april 1940                                            | 10 augusti 1957                   |                                                  | X     |    |        |         | X      |
| Pashto                          | 15 augusti 1981                                         |                                   | BBC Pashto                                       | X     |    | X      | X       |        |
| Persiska                        | 28 december 1940                                        |                                   | BBC Persian                                      | X     | X  | X      | X       |        |
| Polska                          | 7 september 1939                                        | 23 december 2005                  | BBC Polish Archive                               | X     |    | X      |         | X      |
| Portugisiska för Afrika         | 4 juni 1939                                             | 25 februari 2011                  | BBC Portuguese for Africa Archive                | X     |    | X      |         | X      |
| Portugisiska för Brasilien      | 14 mars 1938                                            |                                   | BBC Brasil                                       | X     |    | X      | X       |        |
| Portugisiska för Europa         | 4 juni 1939                                             | 10 augusti 1957                   |                                                  | X     |    |        |         | X      |
| Punjabi                         | 2 oktober 2017                                          |                                   | BBC Punjabi                                      | X     | X  | X      | X       |        |
| Rumänska                        | 15 september 1939                                       | 1 augusti 2008                    | BBC Romanian Archive                             | X     |    | X      |         | X      |
| Ryska                           | 7 oktober 1942 24 mars 1946                             | 26 maj 1943                       | BBC Russian                                      |       | X  | X      | X       |        |
| Serbiska                        | 29 september 1991 26 mars 2018                          | 25 februari 2011                  | BBC Serbian                                      | X     |    | X      |         | X      |
| Singalesiska                    | 10 mars 1942 11 mars 1990                               | 30 mars 1976                      | BBC Sinhala                                      | X     |    | X      | X       |        |
| Slovakiska                      | 31 december 1941                                        | 31 december 2005                  | BBC Slovak Archive                               | X     |    | X      |         | X      |
| Slovenska                       | 22 april 1941                                           | 23 december 2005                  | BBC Slovene Archive                              | X     |    | X      |         | X      |
| Somaliska                       | 18 juli 1957                                            |                                   | BBC Somali                                       | X     |    | X      | X       |        |
| Spanska for Latinamerika        | 14 mars 1938                                            |                                   | BBC Mundo                                        | X     |    | X      | X       |        |
| Swahili                         | 27 juni 1957                                            |                                   | BBC Swahili                                      | X     |    | X      | X       |        |
| Svenska                         | 12 februari 1940                                        | 4 mars 1961                       |                                                  | X     |    |        |         | X      |
| Tamil                           | 3 maj 1941                                              |                                   | BBC Tamil                                        | X     |    | X      | X       |        |
| Telugu                          | 2 oktober 2017                                          |                                   | BBC Telugu                                       |       |    | X      | X       |        |
| Thai                            | 27 april 1941 3 juni 1962 10 juli 2014 16 november 2016 | 5 mars 1960 13 januari 2006       | BBC Thai Archive BBC Thai Facebook page BBC Thai | X*    |    | X      | X       |        |
| Tigrinska                       | 18 september 2017                                       |                                   | BBC Tigrinya                                     |       |    | X      | X       |        |
| Turkiska                        | 20 november 1939                                        |                                   | BBC Turkish                                      | X     |    | X      | X       |        |
| Ukrainska                       | 1 juni 1992                                             |                                   | BBC Ukrainian                                    | X     |    | X      | X       |        |
| Urdu                            | 3 april 1949                                            |                                   | BBC Urdu                                         | X     |    | X      | X       |        |
| Uzbekiska                       | 30 november 1994                                        |                                   | BBC Uzbek                                        | X     |    | X      | X       |        |
| Vietnamesiska                   | 6 februari 1952                                         |                                   | BBC Vietnamese                                   | X     |    | X      | X       |        |
| Kymriska för Patagonien         | 1945                                                    | 1946                              |                                                  | X     |    |        |         | X      |
| Yoruba                          | 19 februari 2018                                        |                                   | BBC Yoruba                                       |       |    | X      |         |        |
| Jugoslaviska (Serbokroatiska)   | 15 september 1939                                       | 28 september 1991                 |                                                  | X     |    |        |         | X      |

## Radiosändningar på engelska

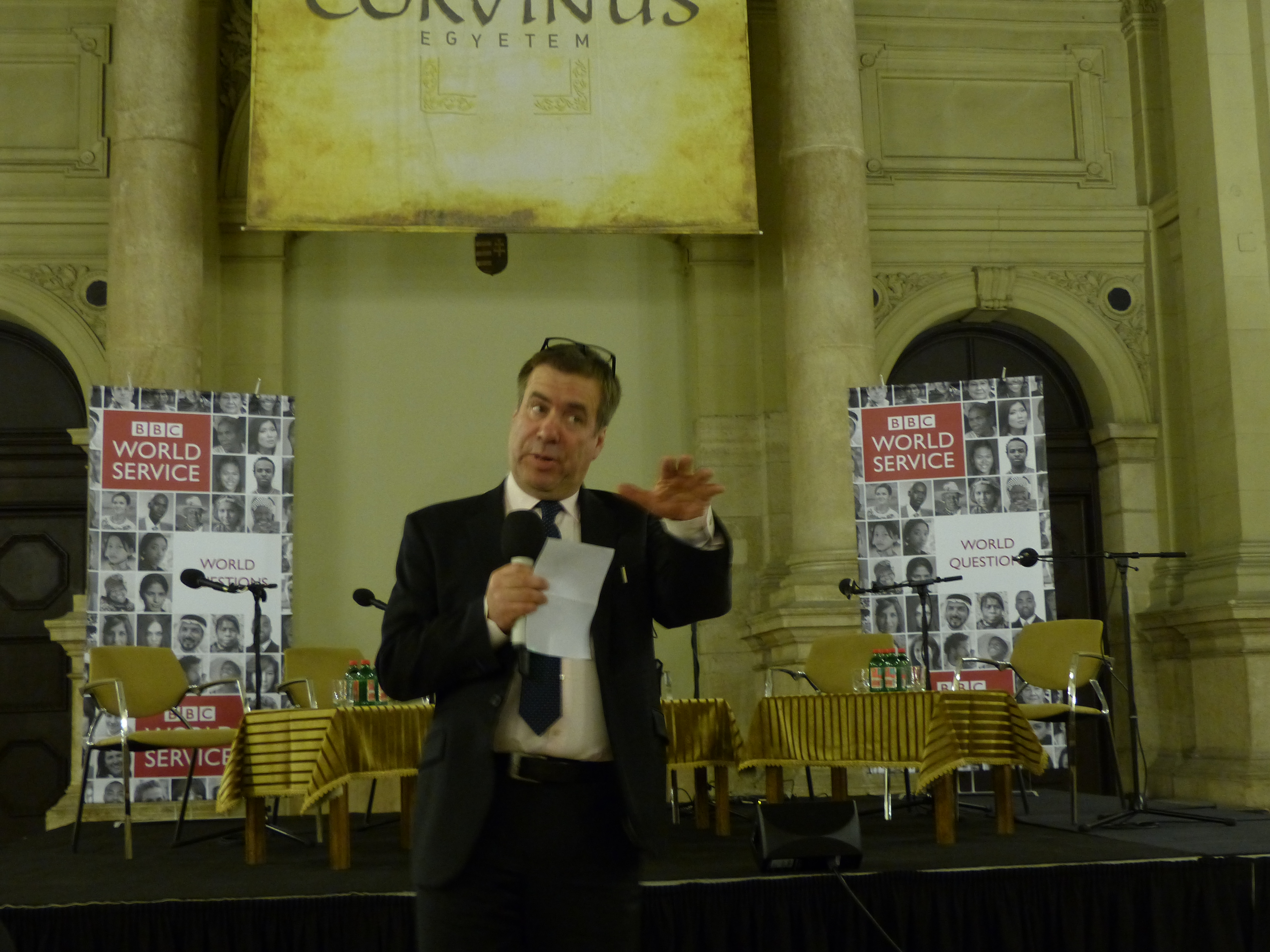
Steve Titherington - BBC World Questions sänder från Budapest.

World Services sänder primärt nyheter och analyser. Huvudpunkterna i tablån är framförallt Newsday, World Update, Newshour och The Newsroom. Det finns även en handfull dagliga vetenskapsprogram såsom Health Check, Click och Science in Action. På helgerna tar Sportsworld upp en del av sändningstider med sändningar från Premier League. Andra sportprogram på helgerna inkluderar The Sports Hour och Stumped som är ett kricketprogram som samproduceras med All India Radio och Australian Broadcasting Corporation. På söndagar sänds diskussionsprogrammet The Forum. Outlook  är ett program om människor i olika situationer som har sänds sedan 1966.

## Tillgänglighet

### Afrika
BBC World Service hemsida listar ca 80 FM-stationer i Afrika som sänder BBC-innehåll. World Service sänder dessutom ett par timmar på morgonen och ett par timmar på eftermiddagen över kortvåg från Acension, Mauritius, Sydafrika, Storbritannien, Madagaskar och Förenade Arabemiraten.
Stora delar av programmet på engelska upptas av program specialutformade för Afrika så som Focus on Africa och Africa, Have Yor Say. På 1990-talet öppnade BBC lokala stationer i många afrikanska huvudstäder.

### Amerika
BBC World Service är tillgängligt som prenumerationstjänst via Sirius XM:s satellitradiotjänst i USA och i Kanada. Fler än 300 publicservicestationer sänder utvalda program från World Service över både AM- och FM-bandet. Dessa sändningar sker i huvudsak under natten och distribueras av American Public Media. BBC och Public Radio International samproducerar programmet The World tillsammans med WGBH Radio Boston. BBC är även med och samproducerar morgonnyhetsprogrammet The Takeaway på kanalen WNYC i New York City. Program från BBC Worldd Service sänds även under natten CBC Radio Ones nattablå i Kanada.
BBC:s kortvågssändningar till den här regionen har historiskt förstärkts av den atlantiska slavsändaren på Antigua tillsammans med Deutche Welle. Utöver det har Radio Canada Internationals station i New Brunswick använts. Förändrade lyssnarmönster gjorde att BBC World Service beslutade sig för att avsluta sändningarna riktade mot Nordamerika och Australasien 1 juli 2001. En sammanslutning bildades som motsätter sig beslutet att lägga ner sändningarna.
BBC sänder på flera språk i Central- och Sydamerika. Det är möjligt att ta emot kortvågssändningar från Västafrika i östra Nordamerika, men BBC garanterar inte mottagningen för dessa kanaler där. De har slutat med speciella programpunkter till Falklandsöarna, men tillhandahåller fortfarande en specialström av BBC World Service till Falkland Islands Radio .

### Asien
Under flera decennier har BBC World Sevice största publik funnits i Asien: Mellanöstern, Främre Orienten och södra Asien. Sändningsstationer i Storbritannien och på Cypern har förstärkts genom slavsändare i Oman och Singapore. Fram till 1997 fanns en slavsändare på Hong Kong, men inför överlämnandet av territoriet till Kina så flyttades sändaren till Thailand. Stationen i Thailand stängdes 2017, så nu är det sändarna i Oman och Singapore som servar hela Asien. Dessa stationer har tillhandahållit BBC World Services i en region där kortvågsradio traditionellt har varit populärt.
Den största publiken har nåtts genom sändningar på engelska, hindi, urdu, nepalesiska, bengali, singalesiska, tamil, marathi och andra sydasiatiska språk. De persiska sändningarna är de radiosändningar som når störst del av befolkningen i Afghanistan, där kanalen de facto är en nationell public service. Kanalen sänder 18 timmar om dagen på engelska i Asien och lika mycket på arabiska i Mellanöstern. Med slavsändare i Afghanistan och Irak når sändningarna hela Mellanöstern och Främre Orienten. I Singapore räknas World Service sändningar på engelska som en nationell radiostation och är tillgänglig dygnet runt, året om genom ett avtal med MediaCorp Radio. Under flera år sände även Radio Television Hong Kong dygnet runt, men sedan 4 september 2017 sänder de endast på nätterna. I Filippinerna sänder kanalen DZRJ 810 AM World Service mellan midnatt och fem på morgonen, lokal tid.
Även om den här regionen endast har haft två tv-kanaler på främmande språk så har flera kanaler fått stänga ner på grund av budgetneddragningar.
Japan och Korea har inte någon stor tradition av att lyssna på kortvågsradio, förutom en period på 1970 och 80-talet i Japan. I dessa länder har BBC World Services endast kunnat nås via kortvågsradio och internet. Sedan september 2007 kan man dock nå World Services via satellitkanalen Skylife i Sydkorea om man har en prenumeration. I november 2016 meddelade BBC att man skulle starta en lokal kanal, både på radio och internet, kallad BBC Korea. Kanalen började sända 25 september 2017.

#### Störningssändningar
I Sovjetunionen, Iran, Irak och Myanmar blockerades förr alla sändningar, sändningarna på mandarin i Kina ända tills kortvågssändningarna på språket upphörde, men Kina fortsätter att störa sändningarna och har även börjat störa sändningar på engelska i Asien.

### Europa
BBC World Service sänds i Berlin på 94,8 MHz. FM-sändningar sker även i Ceske Budjovice, Karlovy Vary, Plzen, Usti nad Labem, Zlin och Prag i Tjeckien, samt Riga, Tirana och Vilnius. En World Service-kanal är tillgänglig på DAB+ i Bryssel, Amsterdam, Haag, Utrecht och Rotterdam. Efter att DAB-nätet omorganiserades i oktober 2017 blev stationen även tillgänglig i Danmark.
World Service använde sig av en mellanvågssändare i Orfordness för att kunna sända på engelska över Europa, bland annat på frekvensen 648 kHz. Sändningarna upphörde 27 mars 2011 efter att budgeten dragits ner i samband med en översyn 2010. En andra kanal (1296 kHz) brukade sända på olika centraleuropeiska språk, men sedan 2005 sänds där på engelska i DRM-format. Denna teknik tror VT kommer att bli standard för gränsöverskridande digitala radiosändningar i utvecklade länder. World Service sänds fortfarande på BBC Radio 4:s LW- och MW-sändare mellan 01:00 och 05:20 GMT där det sänds i stereo. World Service reguljära sändningar över DAB är i mono. World Service hörs även på BBC Radio Wales från 01:00 till 05:30, även där i stereo.
På 1990-talet köpte och byggde BBC stora mellanvågs- och FM-nätverk i det forna sovjetblocket, framförallt i Tjeckien, Slovakien, Polen och Ryssland. De hade byggt upp en trogen lyssnarskala under kalla kriget och medan länderna försökte bygga upp sina ekonomier kunde de inte tacka nej till investeringen. Flera av dessa anläggningar har nu återgått till inhemsk kontroll efter att ekonomin har förbättrats och länderna stabiliserats politiskt.
Måndagen 18 februari 2008 upphörde BBC World Service med sina kortvågssändningar till Europa. I ett uttalande meddelade de "Antalet människor som väljer att lyssna på radio på den mängd av andra plattformar, exempelvis FM, satellit eller nätet, ökar. Detta resulterar i att färre lyssnar på kortvågsradio." Det är till viss del fortfarande möjligt att nå World Service kortvågssändningar riktade mot Nordafrika från södra Europa. BBC:s sändningar kan även nås via 198 kHz LW som sänder inhemska Radio 4 på dagtid och BBC World Service på nattetid från länderna nära de brittiska öarna, exempelvis Nederländerna, Frankrike, Belgien och Skandinavien.
På Malta kan man höra nyhetsbulletiner från ett antal stationer, bland annat Radju Malta och Magic 91,7.

### Stilla havet
World Service finns tillgänglig i Australien som en del av prenumerationstjänsten Digital Air som nås via Foxtel och Austar. ABC NewsRadio, SBS Radio och diverse små lokalradiostationer sänder en hel del av programmen från BBC World Service. Flera av dessa stationer sänder också direkt från BBC:s sändningar under natten. Det går även att få in World Service från satellittjänsten Optus Aurora. Den är krypterad, men går ändå att komma åt utan prenumeration. I Sydney kan BBC World Service nås via frekvens 152,025 MHz. Den nås även via DAB+ på SBS Radio 4 i hela Australien, förutom under Eurovision och vissa andra evenemang. 2MBS-FM 102,5, en kanal för klassisk musik, sänder frukostprogrammet Music For a New Day på vardagar mellan 07 och 08.
Återutsändningar i kortvågsbandet från Singapore (se avsnittet om Asien ovan) fortgår fortfarande, men historiska återutsändningar via ABC i Australien och Radio New Zeeland International började avvecklas under 1990-talet. Återutsändningar av nyhetsprogram från BBC World Services fortgår på Radio Australien
I Stilla havsområdet och Nya Zeeland sänder den donationsfinansierade stationen Auckland Radio Trust. Stationen sänder även ut lokalt innehåll.
Radio Tarana och medlemmar ut Association of Community Access Broadcasters sänder utvalda program ur BBC World Service utbud. Mellan 1990 och 1994, samt 1996-1997 var BBC World Service tillgänglig i Wellington på 1233 kHz.

### Storbritannien
BBC World Service sänds på plattformarna för DAB, Freeview, Virgin Media och Sky. Under nätterna sänds det även på BBC Radio 4.